# François Didot
François Didot (1686-1757) (* Paris, 1686 † Paris, 2 de Novembro de 1757) foi renomado impressor parisiense, fundador de uma dinastia de tipógrafos cuja tradição chegou até nossos dias. Era pai de François-Ambroise Didot (1730–1804) e de Pierre-François Didot (1732-1795) e avô do mais famoso membro da família: Firmin Didot (1764-1836).

## Família Didot
- François-Ambroise Didot (1730-1804)
- Pierre-François Didot (1731-1795)
- Pierre Didot (1761-1853)
- Firmin Didot (1764-1836)
- Henri Didot (1765-1852)
- Saint-Léger Didot (1767-1829)
- Pierre-Nicolas-Firmin Didot (1769-1836)
- Ambroise-Firmin Didot[1] (1790-1876)
- Hyacinthe-Firmin Didot (1794-1880)
- Jules Didot (1794-1871)
- Edouard Didot (1797-1825)
- Alfred Firmin-Didot[2] (1828-1913)